# Marinovec Zelinski
 Marinovec Zelinski  falu Horvátországban Zágráb megyében. Közigazgatásilag Szentivánzelinához tartozik.

## Fekvése
Zágrábtól 27 km-re északkeletre, községközpontjától 3 km-re délkeletre, a Lónya folyó jobb partján, az A4-es autópálya közelében fekszik.

## Története
1857-ben 64, 1910-ben 111 lakosa volt. Trianonig Zágráb vármegye Szentivánzelinai járásához tartozott. 2001-ben 74 lakosa volt.

## Lakosság
| Lakosság változása | Lakosság változása | Lakosság változása | Lakosság változása | Lakosság változása | Lakosság változása | Lakosság változása | Lakosság változása | Lakosság változása | Lakosság változása | Lakosság változása | Lakosság változása | Lakosság változása | Lakosság változása | Lakosság változása |
| ------------------ | ------------------ | ------------------ | ------------------ | ------------------ | ------------------ | ------------------ | ------------------ | ------------------ | ------------------ | ------------------ | ------------------ | ------------------ | ------------------ | ------------------ |
| 1857               | 1869               | 1880               | 1890               | 1900               | 1910               | 1921               | 1931               | 1948               | 1953               | 1961               | 1971               | 1981               | 1991               | 2001               |
| 64                 | 0                  | 0                  | 0                  | 124                | 111                | 110                | 125                | 113                | 109                | 105                | 106                | 80                 | 85                 | 74                 |

## Külső hivatkozások
Szentivánzelina község hivatalos oldala